# Spiranthes ochroleuca
Spiranthes ochroleuca (лат.) — орхидея, вид рода Скрученник (Spiranthes) семейства Орхидные (Orchidaceae), произрастающий в юго-восточной Канаде и на востоке США.

## Ботаническое описание
Spiranthes ochroleuca — многолетнее растение высотой 10-55 см. Корни немногочисленные горизонтально расходящиеся тонкие, большей частью до 0,4 см в диаметре. Листья, сохраняющиеся в период цветения, прикорневые, иногда на прикорневой части стебля, раскидистые, от линейно-продолговатых до узкоэллиптических, размером до 21 × 2 см. Соцветия — колосья от довольно рыхлых до плотно закрученных, имеют 3-4 цветка за цикл спирали, иногда 5 или больше в очень рыхлой спирали. Побег умеренно опушённый. Цветки жёлто-белые, цвета слоновой кости, кремовые, желтоватые или зеленовато-белые, восходящие вазообразные, выступ губы под выраженным (20-60 °) углом к пластинке. Цветёт в августе-ноябре. В то время как листья обычно присутствуют при цветении, в популяциях прерий они обычно отсутствуют.

Spiranthes ochroleuca
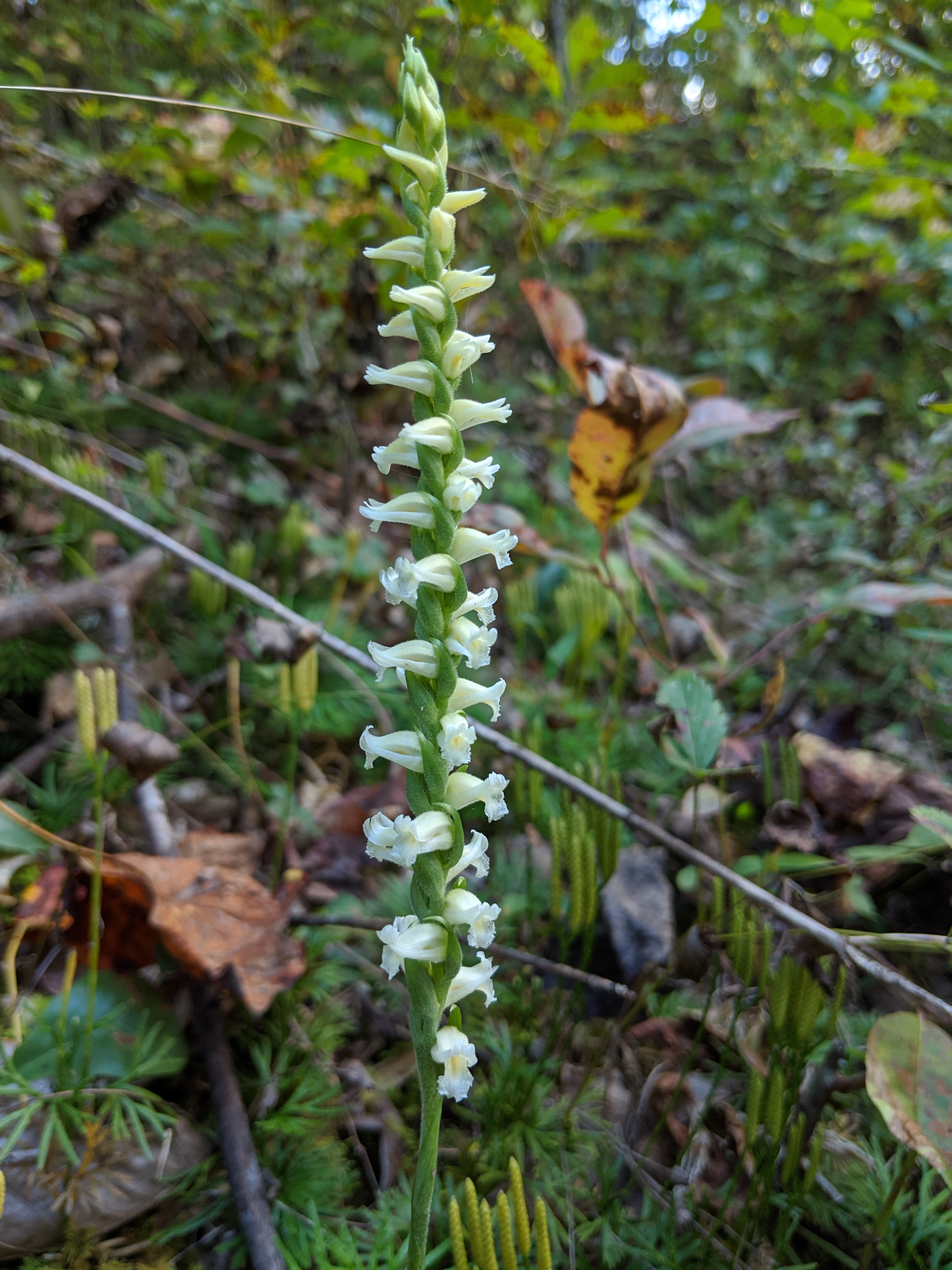
Общий вид
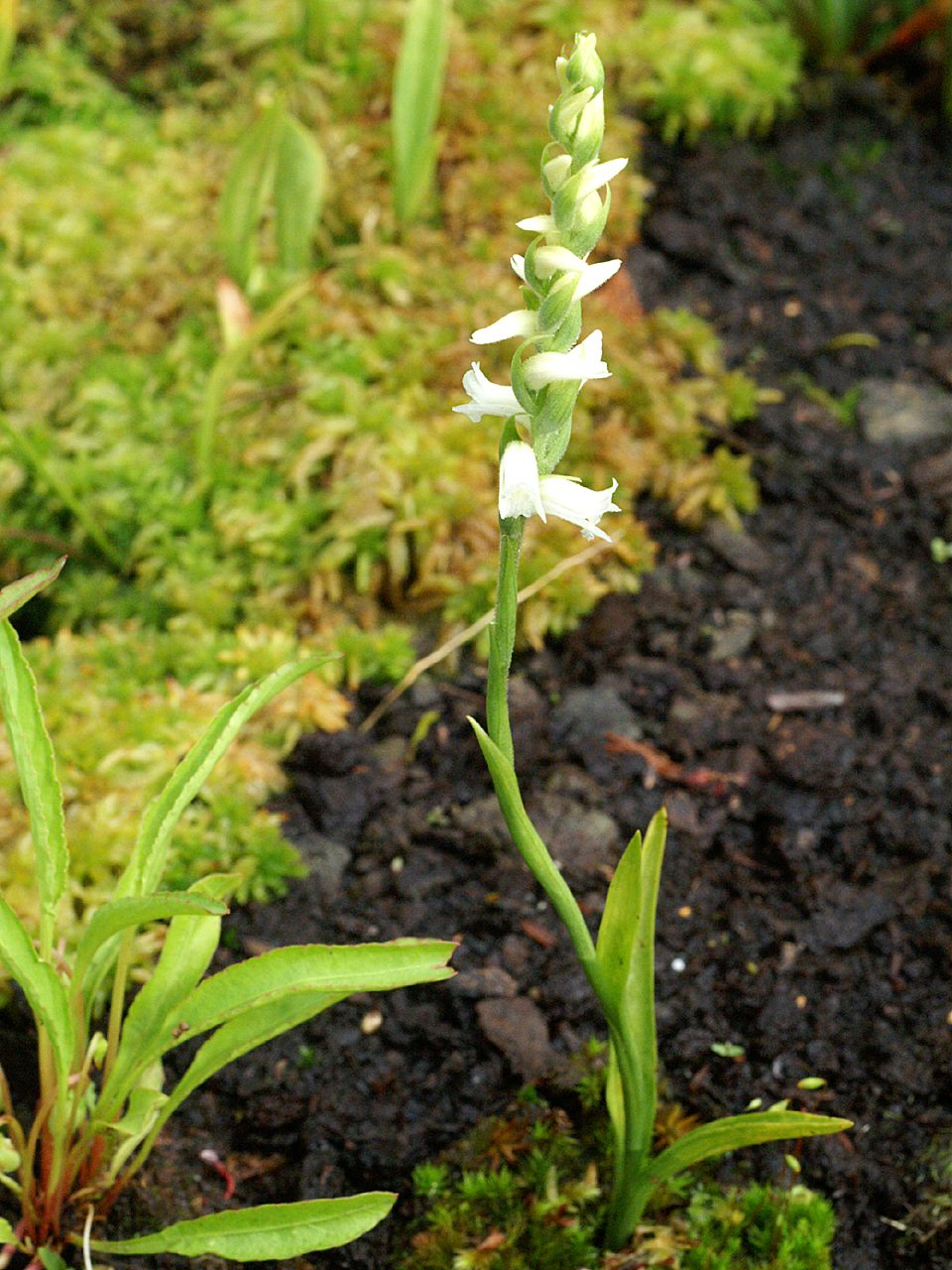
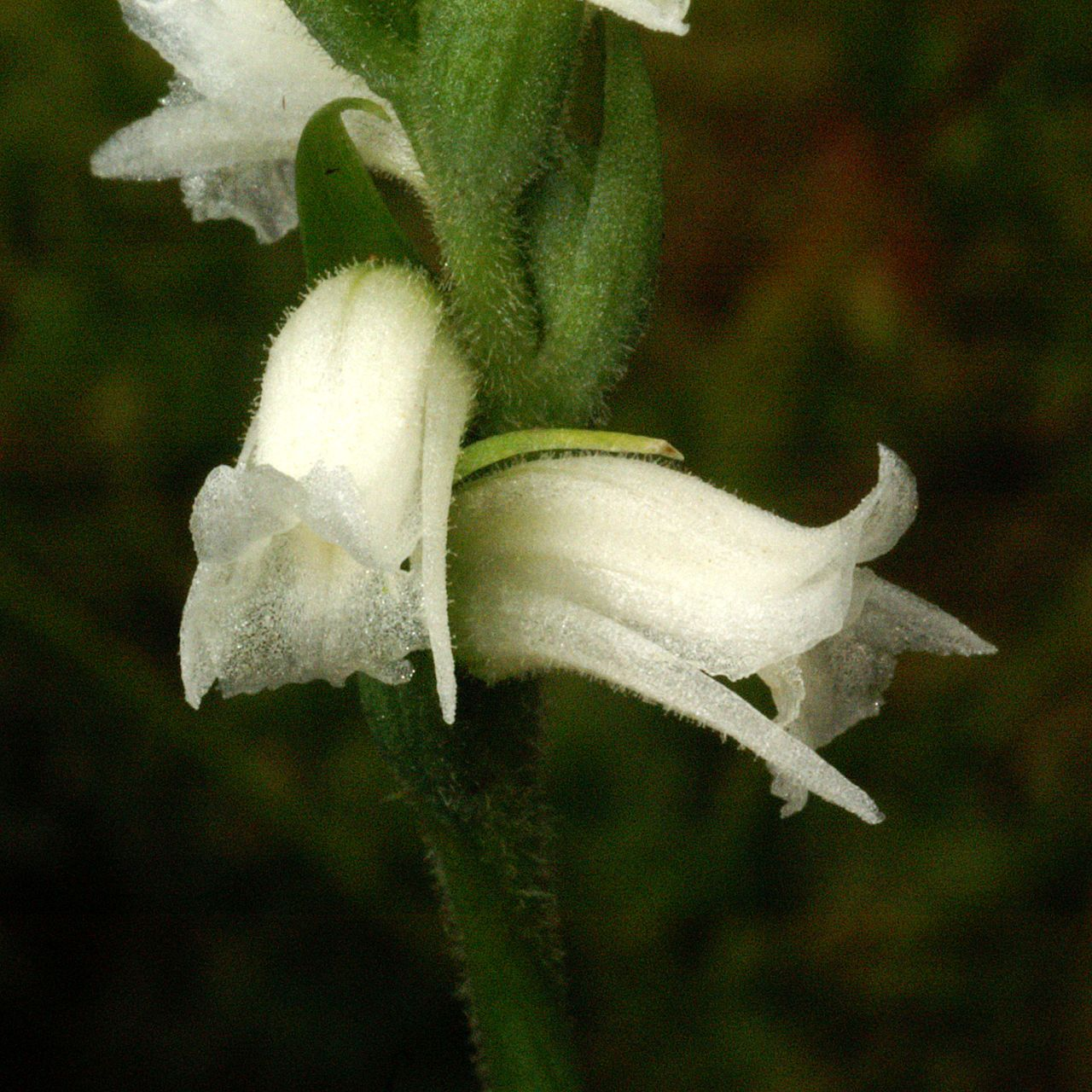
Цветки

## Распространение и местообитание
Spiranthes ochroleuca произрастает в юго-восточной Канаде (Нью-Брансуик, Новая Шотландия, Онтарио, Остров Принца Эдуарда) и на востоке США (Коннектикут, Индиана, Кентукки, Мэн, Мэриленд, Массачусетс, Мичиган, Нью-Джерси, Нью-Гэмпшир, Нью-Йорк, Северная Каролина, Огайо, Пенсильвания, Западная Виргиния). Растёт в сухих или среднеоткрытых лесах, в зарослях, лугах, пустошах, на уступах, обнажениях, по берегам рек и обочинам дорог, на старых полях на высоте от 0 до 1700 м над уровнем моря.